# Hjalti Þórðarson
Hjalti Þórðarson (Thordharson) fue un caudillo vikingo y uno de los primeros colonos de Islandia en el siglo IX. Su historia está emparejada con Kolbeinn Sigmundarson y la región de Skagafjörður. Estableció su hacienda en Hóf, Hjaltadalur de quien recibe su nombre y que previamente había adquirido a Kolbeinn y este a su vez de Sleitu-Björn Hróarsson.
Según Landnámabók, sus dos hijos Þorvaldur y Þórður llegaron a ser prominentes personajes de la Mancomunidad Islandesa. A la muerte de su padre, organizaron los funerales más ostentosos en su honor con 1440 invitados, un acontecimiento no igualado hasta décadas después, con las exequias de Hoskuld Dala-Kollsson. En una ocasión los hermanos se dirigieron al thing de Þorskafjörður y organizaron una grandiosa recepción que impresionó tanto a los invitados, que comentaban que los dioses Æsir estaban paseando entre ellos.
El nieto de Hjalti, Þorbjörn öngull, fue quien ejecutó al proscrito Grettir Ásmundarson.